# Ловля, Сергей Александрович
Сергей Александрович Ловля (11 сентября 1914 года, с. Тургиново Тверского уезда Тверской губернии — 2006) — ученый, геофизик-сейсморазведчик, доктор технических наук (1992), профессор (1991), лауреат Государственной премии СССР в области науки и техники (1978) за разработку и внедрение безопасной для ихтиофауны аппаратуры и методов ведения сейсмической разведки на акваториях, ветеран Великой Отечественной войны

## Биография
В 1931—1932 годах работал подручным химика на фабрике «Пролетарка» в Твери.
В 1938 году окончил спецфак Московского химико-технологического института им. Менделеева. Во время учёбы в аспирантуре был призван в РККА, участвовал в Великой Отечественной войне.
В 1946 году был направлен на работу в СКБ-1 Миннефтепрома в качестве главного инженера отдела, а затем начальника сектора.
В 1952 году защитил кандидатскую диссертацию, с 1953 по 1980 год заведующим лабораторией Раменского отделения ВНИИгеофизика.
В 1980—1990 годах — зав. отделом взрывных работ на скважинах Раменского отделения ВНИИгеофизика.
В 1969—1999 годах — доцент, затем профессор кафедры геофизических исследований скважин МИНХ и ГП им. Губкина, где защитил докторскую диссертацию.
Разрабатывал невзрывные источники для сейсморазведки, взрывные и невзрывные методы восстановления дебита скважин. За разработку и внедрение невзрывных сейсмических источников для сейсморазведки на акваториях в 1978 году был удостоен звания лауреата Государственной премии.

## Достижения в науке
Автор более 120 научных трудов, книг и 6-ти монографий и 50 изобретений, автор учебника для вузов «Прострелочно-взрывные работы в скважинах».

## Награды
- Медаль «За трудовую доблесть»
- Медаль «За победу над Германией в Великой Отечественной войне 1941—1945 гг.» (1946)
- Орден Знак Почёта
- Орден Отечественной Войны II степени (1985)
- Медали ВДНХ СССР